# Dawlatshah Samarqandi
Dawlatshah Samarqandi (in persiano دولتشاه سمرقندی‎; 1438 – 1491) è stato uno storico persiano vissuto durante l'impero timuride.
È noto principalmente per aver composto il Tadhkirat al-shu'ara ("Memoriale dei poeti"), un dizionario biografico persiano che presenta 152 poeti, considerato molto importante per le sue informazioni sulla storia culturale e politica dell'Iran e della Transoxiana in epoca timuride.

## Biografia

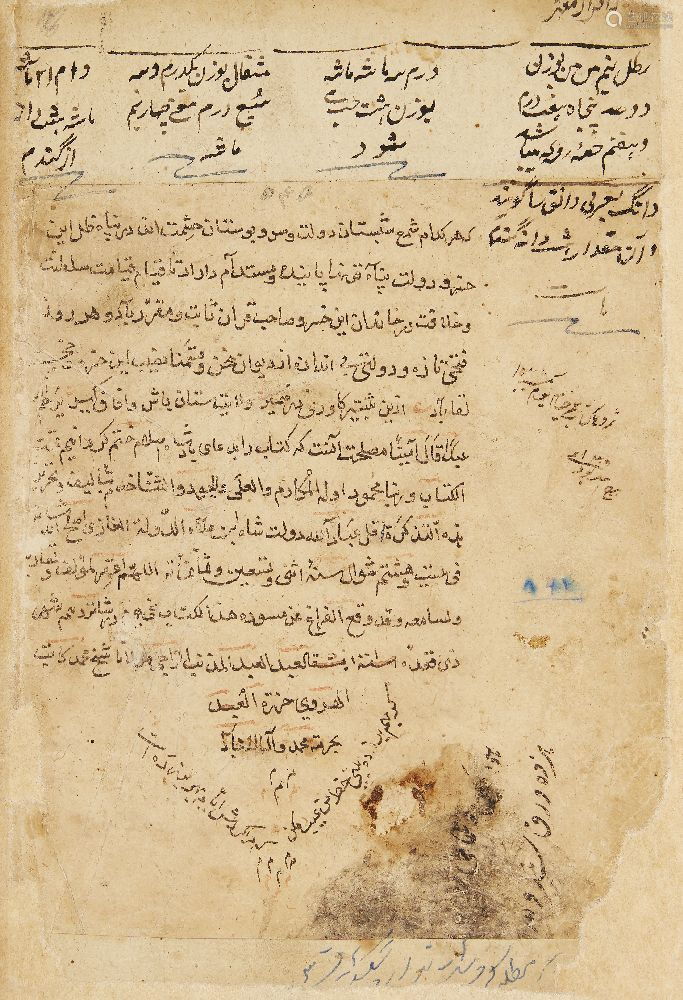
Copia del Tadhkirat al-shu'ara

Dawlatshah era figlio di Amir Ala al-Dawla Bukhtishah, membro d'élite al servizio di Shah Rukh, nonché cugino di Amir Firuzshah (morto nel 1444), la cui famiglia aveva ricevuto il governatorato di Isfahan in seguito alla morte del principe timuride Rustam Mirza.
Dawlatshah aveva un fratello di nome Amir Radi al-Din Ali, che prestò servizio per il principe Abul-Qasim Babur Mirza e compose poesie in persiano e turco chagatai. Anche Dawlatshah scrisse poesie e frequentò occasionalmente il sultano Husayn Bayqara, ma in seguito intraprese una vita da asceta sufi. Nel 1487 completò il Tadhkirat al-shu'ara ("Memoriale dei poeti"), un dizionario biografico persiano che descrive 152 poeti. L'unica opera più antica di questa tuttora esistente è il Lubab al-albab di Awfi, di cui Dawlatshah non era a conoscenza.
La sua data di morte è incerta. Haji Khalifa e Ismail Pasha Baghdadi riferiscono che morì nel 1507, mentre Mohammad-Ali Borhanpuri colloca la sua data di morte nel 1494.

## Tadhkirat al-shu'ara

### Contenuti
Il Tadhkirat al-shu'ara è scritto in una fluida prosa persiana, ha una prefazione autobiografica, un'introduzione che parla di dieci poeti arabi (tra cui Labid, al-Mutanabbi e al-Ma'arri), sette capitoli o fasi che equivalgono alle sette sfere celesti, e un epilogo che elogia fortemente sette letterati contemporanei che Dawlatshah considera grandi quanto Abdallah Marvarid. Nell'epilogo l'autore dà ampio spazio alle figure di Jami e Ali-Shir Nava'i. L'opera è dedicata proprio a quest'ultimo e si conclude con un lungo omaggio al sultano Husayn Bayqara.
I primi quattro capitoli si concentrano su 76 poeti persiani vissuti prima dell'era timuride, tra cui si menzionano Rudaki, Firdusi, Sa'di Shirazi e Ubayd Zakani. Gli ultimi tre capitoli si concentrano su 59 poeti dell'era timuride.
Le fonti da cui Dawlatshah attinge le notizie biografiche sono il Chahar maqala di Nizami Aruzi (fl. 1157), l'Hada'iq al-sihr di Rashid al-Din Vatvat (morto nel 1182/83), il Tarikh-i Guzida di Hamdallah Mustawfi (morto dopo il 1339/40) e l'ormai perduto Manaqib al-shu'ara di Abu Tahir Khatuni (fl. XI secolo). Quest'ultimo fu la prima opera persiana di questo genere.

### Pubblicazioni e critica
Il libro è considerato inaffidabile per le biografie dei poeti precedenti all'autore, tuttavia gode di una grande considerazione per via delle biografie successive, in particolare per la storia culturale e politica della Persia e della Transoxania in epoca timuride. Dawlatshah si concentra maggiormente sui poeti orientali, tuttavia fornisce anche informazioni su città occidentali come Shiraz e Esfahan.
A metà del XVI secolo il Tadhkirat al-shu'ara fu tradotto in turco ottomano. Nel 1818 una versione tedesca fu pubblicata da Joseph von Hammer-Purgstall a Vienna, mentre una seconda e abbreviata traduzione turca fu eseguita da Solayman Fahmi nel 1843, intitolata Safinat al-sho'ara . Nel 1977 una versione in turco moderno di quattro volumi fu pubblicata da Necati Lugal a Istanbul.
Un'edizione del Tadhkirat al-shu'ara fu pubblicata da un editore sconosciuto a Bombay nel 1887, un'altra da Edward Granville Browne a Leida e a Londra nel 1901 e da Mohammad Ramazani a Teheran nel 1959. L'edizione edita da Edward G. Browne era basata principalmente su tre manoscritti e sull'edizione di Bombay e rimane la versione più comunemente distribuita. Secondo lo storico Matthew Melvin-Koushki, l'edizione di Browne "manca di un apparato critico". Aggiunge che ciò è presente nell'edizione del 2006 pubblicata da Fatima Alaqa a Teheran, basata su altri nove manoscritti.